# 이원엽 (1582년)
이원엽(李元燁, 1582년 ~ 1623년 )은 조선 후기의 문신이며, 판의금부사 이이첨의 아들이다. 과거에 급제한 이후 성균관전적이 되었는데, 역적 혐의를 받고 있는 이춘기를 체포한 공으로 통정(通政)에 가자되었고, 병조참지에 특진했고 이후 공조참의로 승차했다. 이후 대구부사로 외직에 나갔다가 형조참의로 다시 내직에 돌아왔으나 이후 춘천부사로 다시 외직에 나갔고 이후 순천부사로 임명되었으나 1623년(광해 15년) 인조반정으로 잡혀서 참형에 처해졌다.